# Football League Cup 1985-1986
La Football League Cup 1985-1986, conosciuta anche con il nome di Milk Cup per motivi di sponsorizzazione, è stata la 26ª edizione del terzo torneo calcistico più importante del calcio inglese, la 20ª in finale unica. La manifestazione, ebbe inizio il 20 agosto 1985 e si concluse il 20 aprile 1986 con la finale di Wembley.
Il trofeo fu vinto dall'Oxford United, che nell'atto conclusivo si impose sul Queens Park Rangers con il punteggio di 3-0.

## Formula
La Football League Cup era riservata alle 92 squadre della Football League. Il torneo era composto da scontri ad eliminazione diretta, che prevedevano nel primo e nel secondo turno, due match: regola dei gol in trasferta in caso di parità, ma solo dopo i tempi supplementari ed a seguire eventuali calci di rigore. Analogamente anche le semifinali, si disputavano con il doppio confronto di andata e di ritorno, ma a differenza di quanto accadeva nei primi due round, una parità di gol nell'aggregato anche dopo i supplementari, dava luogo all'effettuazione della partita di ripetizione (quindi niente regola dei gol fuori casa). Mentre dal terzo al quinto turno ed in finale si giocava una singola gara: se l'esito risultava un pareggio si procedeva ad una ripetizione a campi invertiti fino a quando non c'era una vincitrice (in finale invece si rigiocava sempre in campo neutro). Nell'eventualità di un pari anche nel replay si disputavano i tempi supplementari.
|                              | Squadre che entrano in questo turno                                                                    | Squadre qualificate dal turno precedente    |
| ---------------------------- | --- | ------------------------------------------- |
| Primo turno (56 squadre)     | - 24 squadre dalla Fourth Division - 24 squadre dalla Third Division - 8 squadre dalla Second Division |                                             |
| Secondo turno (64 squadre)   | - 22 squadre dalla First Division - 14 squadre dalla Second Division                                   | - 28 squadre vincitrici del primo turno     |
| Terzo turno (32 squadre)     | | - 32 squadre vincitrici del secondo turno   |
| Quarto turno (16 squadre)    | | - 16 squadre vincitrici del terzo turno     |
| Quarti di finale (8 squadre) | | - 8 squadre vincitrici del quarto turno     |
| Semifinali (4 squadre)       | | - 4 squadre vincitrici dei quarti di finale |
| Finale (2 squadre)           | | - 2 squadre vincitrici delle semifinali     |

## Primo turno
| Squadra 1        | Totale      | Squadra 2        | Andata         | Ritorno           |
| ---------------- | ----------- | ---------------- | -------------- | ----------------- |
|                  |             |                  | 20 agosto 1985 | 2 settembre 1985  |
| Wigan            | 2 - 3       | Port Vale        | 2 - 1          | 0 - 2             |
|                  |             |                  | 20 agosto 1985 | 3 settembre 1985  |
| Aldershot        | 3 - 5       | Leyton Orient    | 1 - 3          | 2 - 2             |
| Bolton           | 5 - 2       | Stockport County | 4 - 1          | 1 - 1             |
| Bristol Rovers   | 2 - 1       | Newport County   | 2 - 0          | 0 - 1             |
| Burnley          | 5 - 6       | Bury             | 2 - 1          | 3 - 5             |
| Cambridge Utd    | 1 - 3       | Brentford        | 1 - 1          | 0 - 2             |
| Cardiff City     | 3 - 4       | Swansea City     | 2 - 1          | 1 - 3             |
| Charlton         | 2 - 3       | Crystal Palace   | 1 - 2          | 1 - 1             |
| Crewe Alexandra  | 7 - 6       | Carlisle Utd     | 3 - 3          | 4 - 3             |
| Halifax Town     | 1 - 4       | Hull City        | 1 - 1          | 0 - 3             |
| Notts County     | 2 - 2 (gfc) | Doncaster        | 1 - 0          | 1 - 2 (d.t.s.)    |
| Preston N.E.     | 5 - 2       | Blackpool        | 2 - 1          | 3 - 1             |
| Rotherham Utd    | 2 - 8       | Sheffield Utd    | 1 - 3          | 1 - 5             |
| Southend Utd     | 1 - 3       | Gillingham       | 1 - 1          | 0 - 2             |
| Torquay Utd      | 3 - 4       | Swindon Town     | 1 - 2          | 2 - 2             |
| Walsall          | 5 - 1       | Wolverhampton    | 4 - 1          | 1 - 0             |
| Wrexham          | 5 - 2       | Rochdale         | 4 - 0          | 1 - 2             |
|                  |             |                  | 20 agosto 1985 | 4 settembre 1985  |
| Plymouth         | 2 - 3       | Exeter City      | 2 - 1          | 0 - 2             |
| York City        | 4 - 2       | Lincoln City     | 2 - 1          | 2 - 1             |
|                  |             |                  | 20 agosto 1985 | 10 settembre 1985 |
| Darlington       | 3 - 2       | Scunthorpe Utd   | 3 - 2          | 0 - 0             |
|                  |             |                  | 21 agosto 1985 | 3 settembre 1985  |
| Bradford City    | 6 - 5       | Chesterfield     | 2 - 2          | 4 - 3 (d.t.s.)    |
| Colchester Utd   | 3 - 7       | Millwall         | 2 - 3          | 1 - 4             |
| Hereford Utd     | 5 - 3       | Bristol City     | 5 - 1          | 0 - 2             |
| Mansfield Town   | 6 - 4       | Middlesbrough    | 2 - 0          | 4 - 4             |
| Peterborough Utd | 4 - 5       | Northampton Town | 0 - 0          | 0 - 2             |
| Reading          | 1 - 5       | Bournemouth      | 1 - 3          | 0 - 2             |
|                  |             |                  | 21 agosto 1985 | 4 settembre 1985  |
| Derby County     | 3 - 2       | Hartlepool Utd   | 3 - 0          | 0 - 2             |
|                  |             |                  | 28 agosto 1985 | 4 settembre 1985  |
| Tranmere         | 1 - 3       | Chester City     | 1 - 3          | 0 - 0             |

## Secondo turno
| Squadra 1         | Totale          | Squadra 2         | Andata            | Ritorno         |
| ----------------- | --------------- | ----------------- | ----------------- | --------------- |
|                   |                 |                   | 23 settembre 1985 | 30 ottobre 1985 |
| Leyton Orient     | 2 - 4           | Tottenham         | 2 - 0             | 0 - 4           |
|                   |                 |                   | 24 settembre 1985 | 8 ottobre 1985  |
| Crewe Alexandra   | 3 - 6           | Watford           | 1 - 3             | 2 - 3           |
| Fulham            | 5 - 3           | Notts County      | 1 - 1             | 4 - 2 (d.t.s.)  |
| Gillingham        | 2 - 5           | Portsmouth        | 1 - 3             | 1 - 2           |
| Grimsby Town      | 4 - 3           | York City         | 1 - 1             | 3 - 2           |
| Ipswich Town      | 7 - 2           | Darlington        | 3 - 1             | 4 - 1           |
| QPR               | 8 - 1           | Hull City         | 3 - 0             | 5 - 1           |
| Sheffield Utd     | 2 - 5           | Luton Town        | 1 - 2             | 1 - 3           |
| Shrewsbury Town   | 4 - 3           | Huddersfield Town | 2 - 3             | 2 - 0           |
| Sunderland        | 4 - 5           | Swindon Town      | 3 - 2             | 1 - 3 (d.t.s.)  |
| West Bromwich     | 3 - 2           | Port Vale         | 1 - 0             | 2 - 2           |
| West Ham Utd      | 6 - 2           | Swansea City      | 3 - 0             | 3 - 2           |
| Wimbledon FC      | 2 - 3           | Blackburn         | 5 - 0             | 1 - 2           |
| Wrexham           | 0 - 2           | Stoke City        | 0 - 1             | 0 - 1           |
|                   |                 |                   | 24 settembre 1985 | 9 ottobre 1985  |
| Bristol Rovers    | 3 - 5           | Birmingham City   | 2 - 3             | 1 - 2           |
| Crystal Palace    | 0 - 2           | Manchester Utd    | 0 - 1             | 0 - 1           |
| Liverpool         | 8 - 2           | Oldham Athletic   | 3 - 0             | 5 - 2           |
|                   |                 |                   | 25 settembre 1985 | 7 ottobre 1985  |
| Everton           | 5 - 2           | Bournemouth       | 3 - 2             | 2 - 0           |
|                   |                 |                   | 25 settembre 1985 | 8 ottobre 1985  |
| Hereford Utd      | 1 - 2           | Arsenal           | 0 - 0             | 1 - 2 (d.t.s.)  |
| Leeds Utd         | 4 - 2           | Walsall           | 0 - 0             | 3 - 0           |
| Millwall          | 0 - 0 (4-5 dcr) | Southampton       | 0 - 0             | 0 - 0 (d.t.s.)  |
| Newcastle Utd     | 1 - 1 (gfc)     | Barnsley          | 0 - 0             | 1 - 1 (d.t.s.)  |
| Nottingham Forest | 7 - 0           | Bolton            | 4 - 0             | 3 - 0           |
| Oxford Utd        | 4 - 1           | Northampton Town  | 2 - 1             | 2 - 0           |
|                   |                 |                   | 25 settembre 1985 | 9 ottobre 1985  |
| Brighton          | 7 - 2           | Bradford City     | 5 - 2             | 2 - 0           |
| Bury              | 2 - 4           | Manchester City   | 1 - 2             | 1 - 2           |
| Chester City      | 3 - 9           | Coventry City     | 1 - 2             | 2 - 7           |
| Derby County      | 3 - 1           | Leicester City    | 2 - 0             | 1 - 1           |
| Exeter City       | 2 - 12          | Aston Villa       | 1 - 4             | 1 - 8           |
| Mansfield Town    | 2 - 4           | Chelsea           | 2 - 2             | 0 - 2           |
|                   |                 |                   | 25 settembre 1985 | 15 ottobre 1985 |
| Brentford         | 2 - 4           | Sheffield Weds    | 2 - 2             | 0 - 2           |
|                   |                 |                   | 30 settembre 1985 | 9 ottobre 1985  |
| Preston N.E.      | 2 - 3           | Norwich City      | 1 - 1             | 1 - 2           |

## Terzo turno
| Squadra 1       | Risultato | Squadra 2         |
| --------------- | --------- | ----------------- |
| 29 ottobre 1985 |           |                   |
| Birmingham City | 1 - 1     | Southampton       |
| Chelsea         | 1 - 1     | Fulham            |
| Coventry City   | 0 - 0     | West Bromwich     |
| Grimsby Town    | 0 - 2     | Ipswich Town      |
| Liverpool       | 4 - 0     | Brighton          |
| Luton Town      | 0 - 2     | Norwich City      |
| Manchester Utd  | 1 - 0     | West Ham Utd      |
| Portsmouth      | 2 - 0     | Stoke City        |
| Shrewsbury Town | 1 - 4     | Everton           |
| Swindon Town    | 1 - 0     | Sheffield Weds    |
| Watford         | 0 - 1     | QPR               |
| 30 ottobre 1985 |           |                   |
| Derby County    | 1 - 2     | Nottingham Forest |
| Leeds Utd       | 0 - 3     | Aston Villa       |
| Manchester City | 1 - 2     | Arsenal           |
| Oxford Utd      | 3 - 1     | Newcastle Utd     |
| 6 novembre 1985 |           |                   |
| Tottenham       | 2 - 0     | Wimbledon FC      |

### Replay
| Squadra 1       | Risultato | Squadra 2       |
| --------------- | --------- | --------------- |
| 6 novembre 1985 |           |                 |
| Fulham          | 0 - 1     | Chelsea         |
| Southampton     | 3 - 0     | Birmingham City |
| West Bromwich   | 4 - 3     | Coventry City   |

## Quarto turno
| Squadra 1        | Risultato | Squadra 2         |
| ---------------- | --------- | ----------------- |
| 19 novembre 1985 |           |                   |
| Arsenal          | 0 - 0     | Southampton       |
| Aston Villa      | 2 - 2     | West Bromwich     |
| Oxford Utd       | 3 - 1     | Norwich City      |
| Tottenham        | 0 - 0     | Portsmouth        |
| 25 novembre 1985 |           |                   |
| QPR              | 3 - 1     | Nottingham Forest |
| 26 novembre 1985 |           |                   |
| Chelsea          | 2 - 2     | Everton           |
| Ipswich Town     | 6 - 1     | Swindon Town      |
| Liverpool        | 2 - 1     | Manchester Utd    |

### Replay
| Squadra 1        | Risultato      | Squadra 2   |
| ---------------- | -------------- | ----------- |
| 26 novembre 1985 |                |             |
| Portsmouth       | 0 - 0 (d.t.s.) | Tottenham   |
| Southampton      | 0 - 3          | Arsenal     |
| West Bromwich    | 1 - 2          | Aston Villa |
| 10 dicembre 1985 |                |             |
| Everton          | 1 - 2          | Chelsea     |

### Secondo replay
| Squadra 1        | Risultato | Squadra 2  |
| ---------------- | --------- | ---------- |
| 10 dicembre 1985 |           |            |
| Tottenham        | 0 - 1     | Portsmouth |

## Quarti di finale
| Squadra 1       | Risultato | Squadra 2    |
| --------------- | --------- | ------------ |
| 21 gennaio 1986 |           |              |
| Liverpool       | 3 - 0     | Ipswich Town |
| 22 gennaio 1986 |           |              |
| Aston Villa     | 1 - 1     | Arsenal      |
| Oxford Utd      | 3 - 1     | Portsmouth   |
| QPR             | 1 - 1     | Chelsea      |

### Replay
| Squadra 1       | Risultato | Squadra 2   |
| --------------- | --------- | ----------- |
| 29 gennaio 1986 |           |             |
| Chelsea         | 0 - 2     | QPR         |
| 4 febbraio 1986 |           |             |
| Arsenal         | 1 - 2     | Aston Villa |

## Semifinali
| Squadra 1   | Totale | Squadra 2  | Andata           | Ritorno       |
| ----------- | ------ | ---------- | ---------------- | ------------- |
|             |        |            | 12 febbraio 1986 | 5 marzo 1986  |
| QPR         | 3 - 2  | Liverpool  | 1 - 0            | 2 - 2         |
|             |        |            | 4 marzo 1986     | 12 marzo 1986 |
| Aston Villa | 3 - 4  | Oxford Utd | 2 - 2            | 1 - 2         |

## Finale
| Arbitro: | Keith Hackett |

|                                      |           |  |
| Hebberd 40’ Houghton 52’ Charles 86’ | Marcatori |  |

| Oxford | QPR |

| OXFORD UNITED   |    |                     |
|                 |    |                     |
| P               | 1  | Alan Judge          |
| D               | 2  | Dave Langan         |
| C               | 3  | John Trewick        |
| D               | 4  | Les Phillips        |
| D               | 5  | Gary Briggs         |
| D               | 6  | Malcolm Shotton (C) |
| C               | 7  | Ray Houghton        |
| A               | 8  | John Aldridge       |
| A               | 9  | Jeremy Charles      |
| C               | 10 | Trevor Hebberd      |
| C               | 11 | Kevin Brock         |
| A disposizione: |    |                     |
| A               | 12 | Andy Thomas         |
| Manager:        |    |                     |
| Maurice Evans   |    |                     |

| QUEENS PARK RANGERS |    |                   |
|                     |    |                   |
| P                   | 1  | Paul Barron       |
| D                   | 2  | Alan McDonald     |
| D                   | 3  | Ian Dawes         |
| D                   | 4  | Warren Neill      |
| C                   | 5  | Steve Wicks       |
| D                   | 6  | Terry Fenwick (C) |
| C                   | 7  | Martin Allen      |
| C                   | 8  | Robbie James      |
| A                   | 9  | Gary Bannister    |
| A                   | 10 | John Byrne        |
| A                   | 11 | Michael Robinson  |
| A disposizione:     |    |                   |
| A                   | 12 | Leroy Rosenior    |
| Manager:            |    |                   |
| Jim Smith           |    |                   |